# Technorati
Technorati este o platformă de publicitate editorială. Rețeaua Technorati a fost lansată în 2008, și în prezent este una din cele mai mari rețele online cu peste 100 de milioane de vizitatori unici lunar.
Până în mai 2014 principalul produs al Technorati a fost un motor de căutare pe internet, dedicat căutării prin bloguri. Site-ul se mai ocupa de întreținerea unui index al celor mai populare bloguri. În iulie 2008, Technorati avea indexate circa 112,8 milioane de bloguri.
Site-ul a câștigat premiul SXSW 2006 la categoriile Best Technical Achievement și Best of Show. Tot în 2006 a mai fost nominalizat la  Webby Award la categoria Best Practices, dar a pierdut „cursa” pentru premiu în favoarea Flickr și Google Maps. Technorati a fost inclusă în “2010 Hottest San Francisco Companies” de Lead411.

## Numele companiei
Numele companiei este format din două cuvinte - technological și literati - oameni de știință, oameni educați, intelectuali.

## Tehnologie
Technorati a folosit informații despre piețele în timp real pentru a optimiza interacțiunile în publicitatea digitală în întreaga rețea de editori, folosind tehnologia concepută pentru a ajuta editorii să fie descoperită de agenții de publicitate și să câștige mai mult pentru conținutul lor.